# Geometry
Geometry, també coneguda com Jihe (xinès simplificat: 吉利几何, pinyin: Jílì jǐhé), és una marca de cotxes creada per l'empresa automobilística xinesa Geely l'abril de 2019. La marca Geometry se centra principalment en el desenvolupament de vehicles elèctrics o vehicles de nova energia.
El novembre de 2022, es va anunciar que Geometry començaria les vendes a Hongria, Txèquia i Eslovàquia. La marca Geometry s'ha reconsolidat a Geely Auto com a sèrie de productes elèctrics d'entrada al març de 2023. Geometry està dissenyat principalment per al mercat xinès i va anunciar l'ambició de produir més de 10 cotxes elèctrics diferents el 2025.

## Galeria

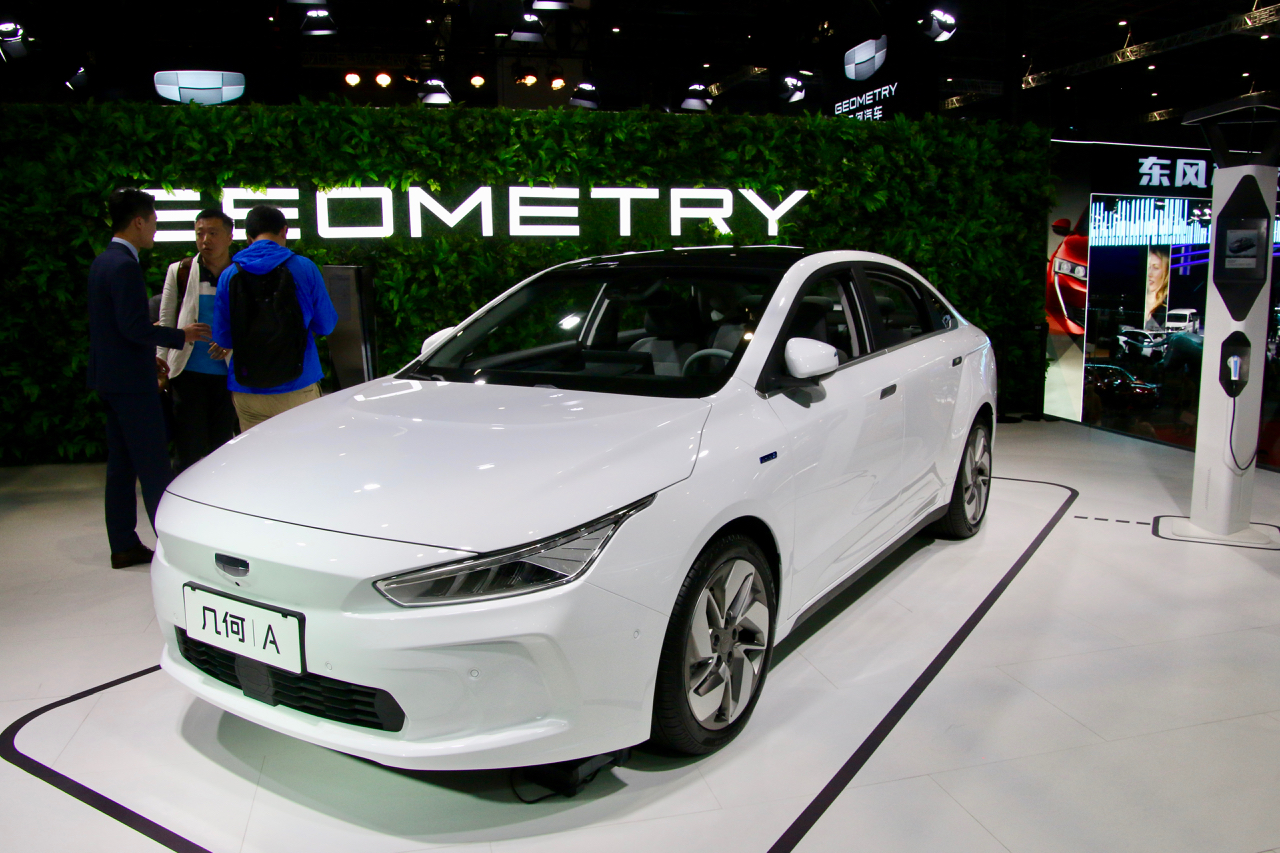
Geometry A
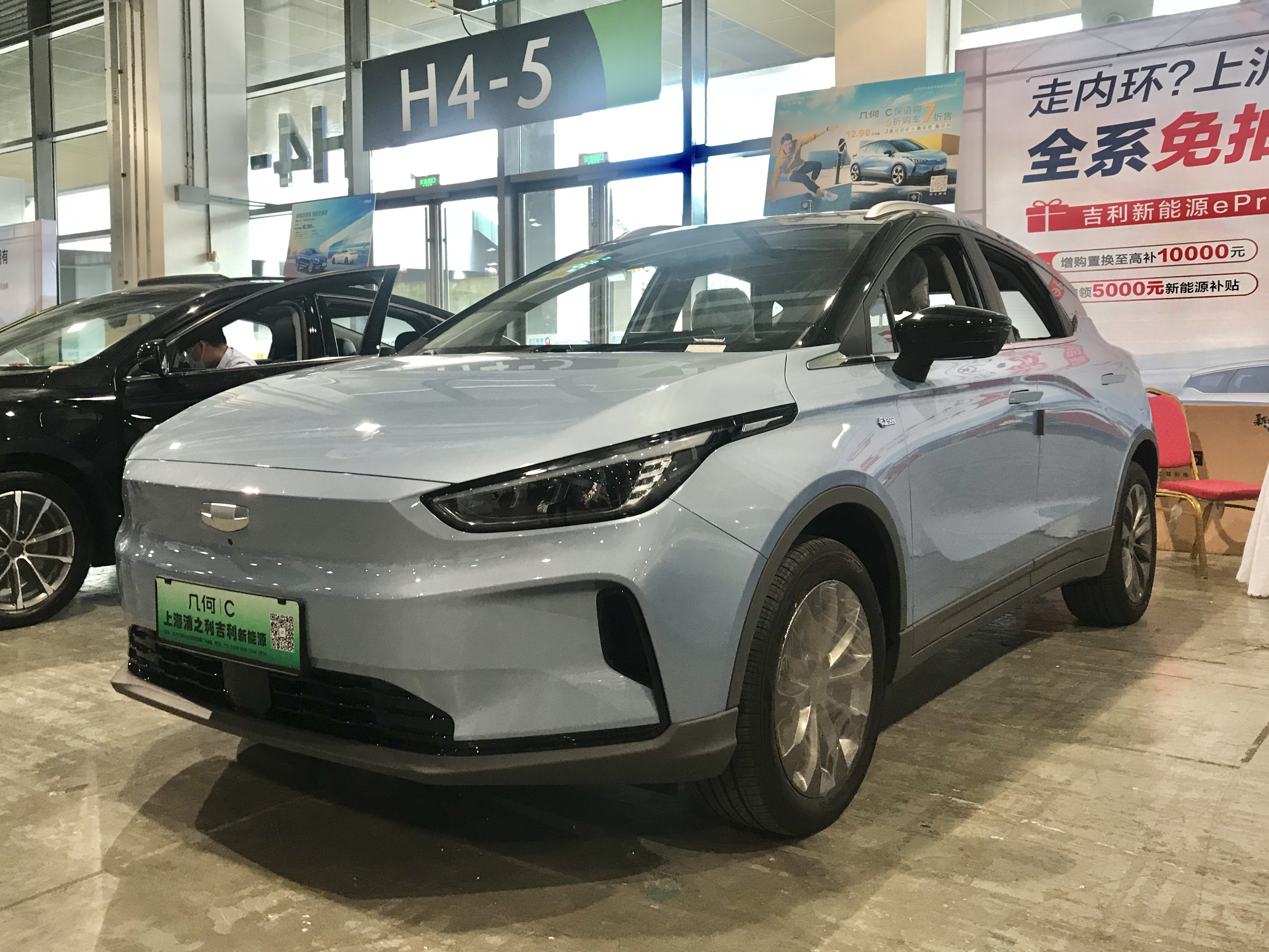
Geometry C
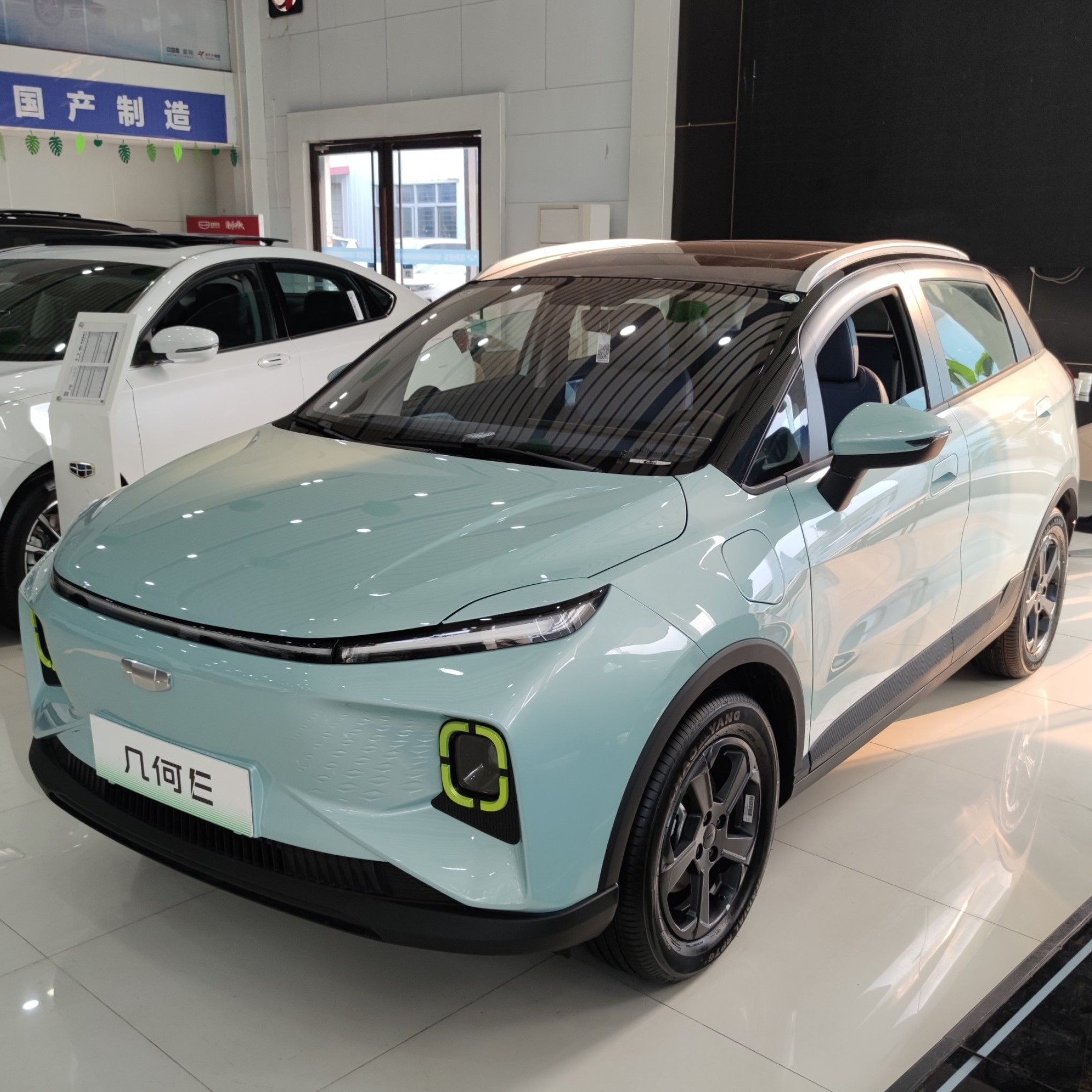
Geometry E
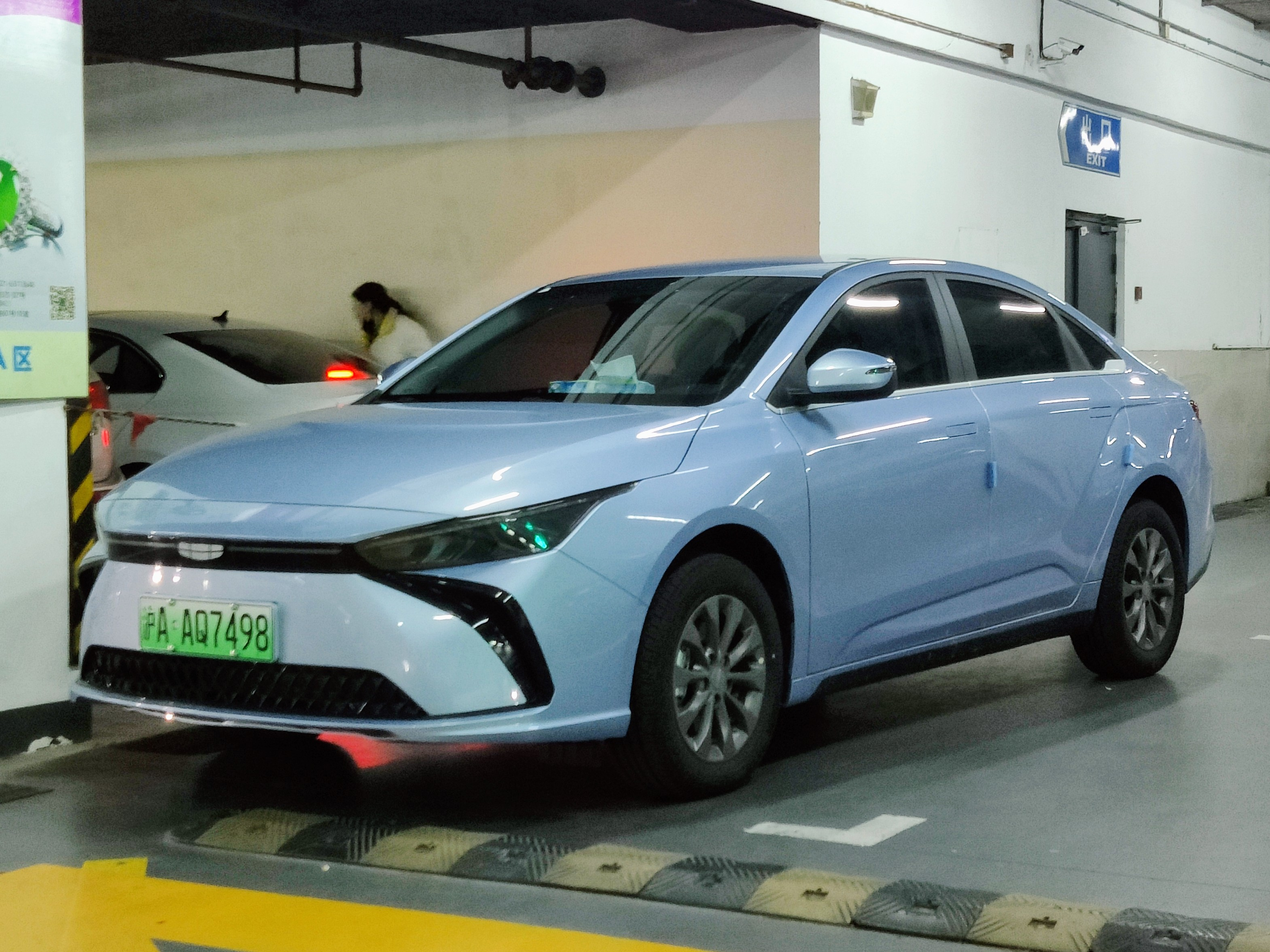
Geometry G6
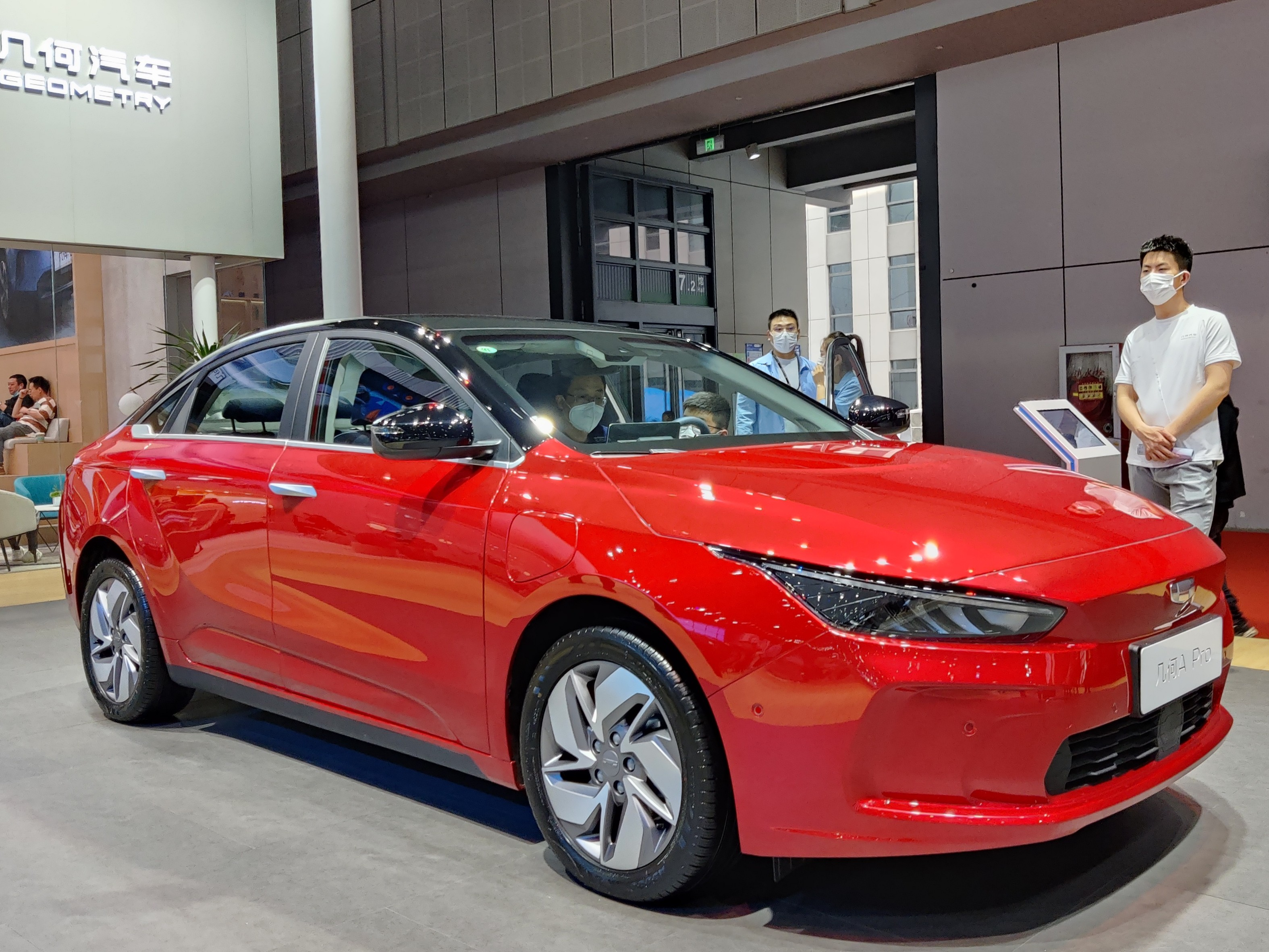
Geometry A Pro
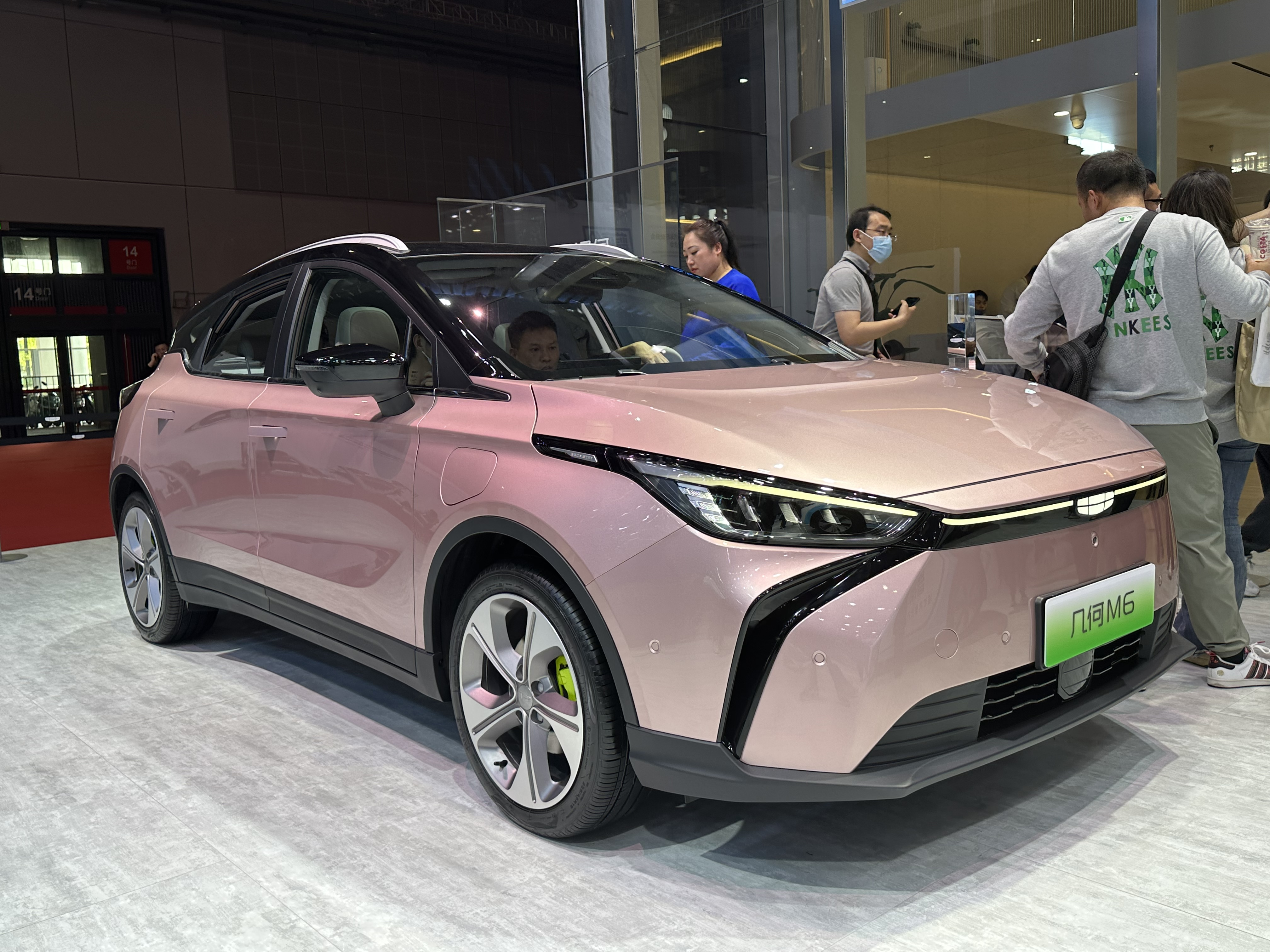
Geometry M6
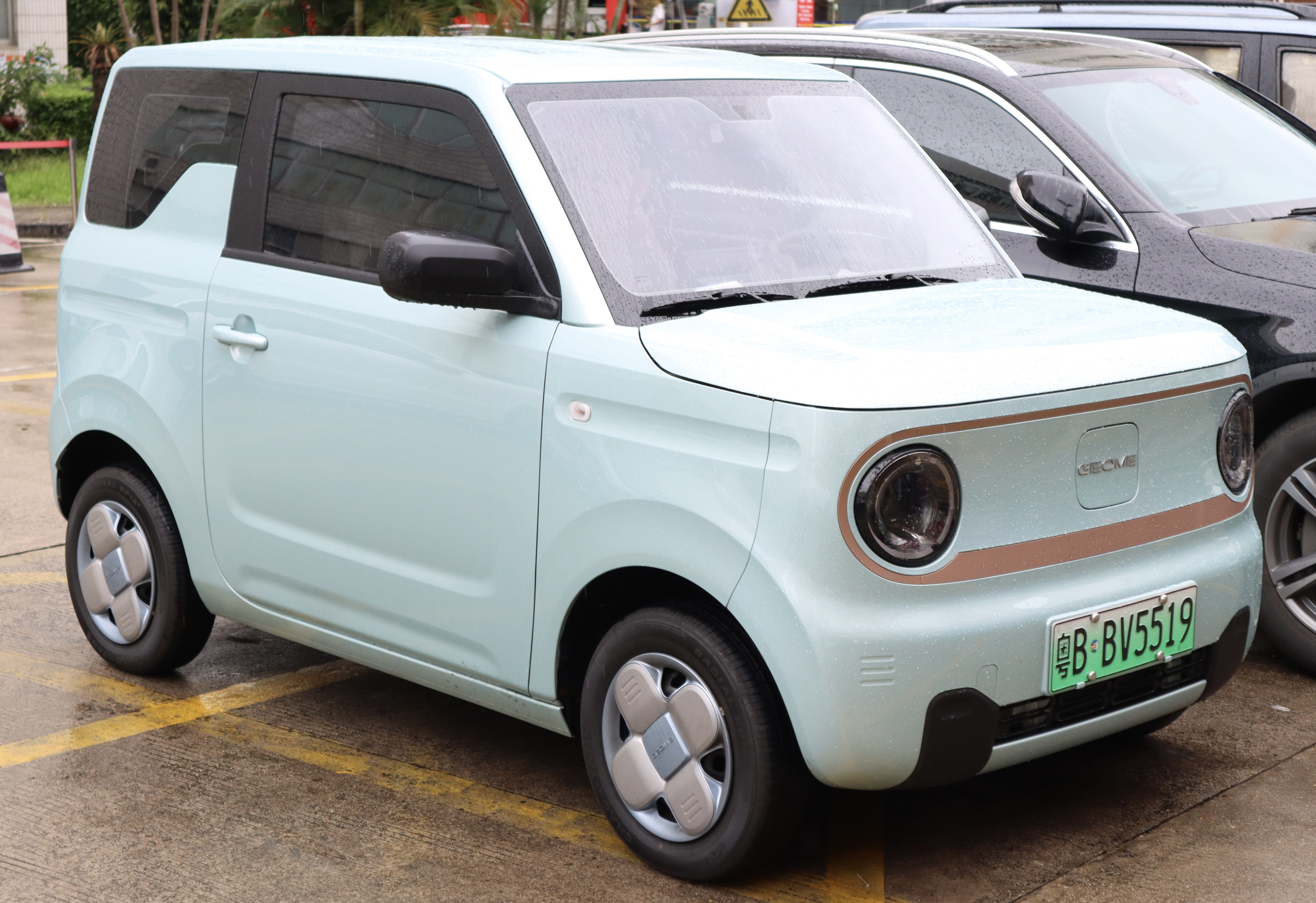
Geometry Panda